# Diffusion inélastique résonante de rayons X

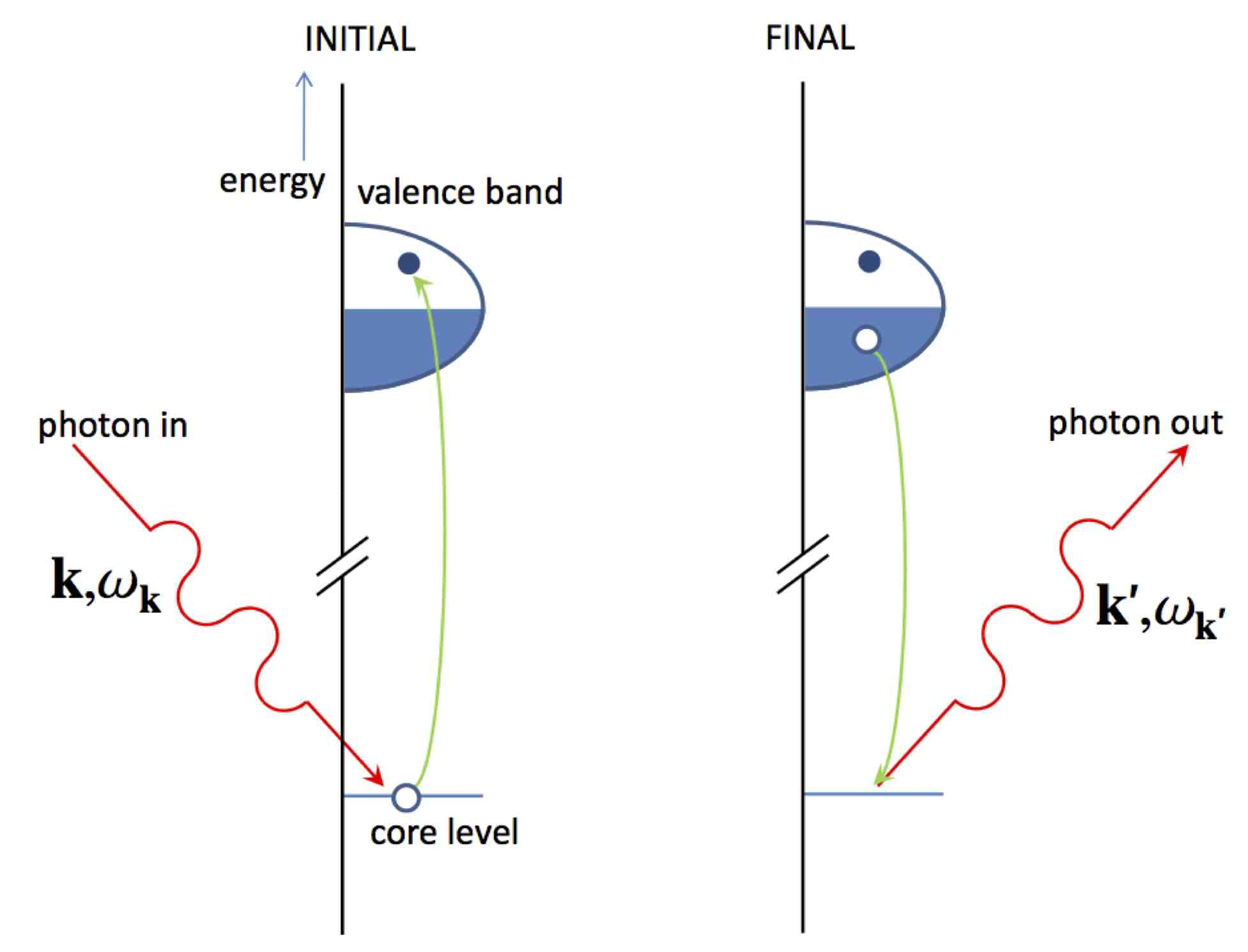
Processus du RIXS direct. Les rayons X entrants excitent un électron situé dans un niveau de cœur vers la bande de valence non occupée. L'état de cœur non occupé est ensuite rempli par un électron des états occupés avec l'émission de rayon X. Ce processus de RIXS crée une valence d'excitation avec une quantité de mouvement k′ − k et une énergie ħω − ħω′.

La diffusion inélastique résonante de rayons X (en anglais : Resonant Inelastic X-ray Scattering/RIXS) est une des techniques de diffusion des rayons X qui permet d'étudier la configuration électronique des molécules et des matériaux.
La diffusion inélastique des rayons X est une technique expérimentale en développement rapide. C'est une spectroscopie photon-in / photon-out  où l'on peut mesurer en même temps l'énergie et le changement de quantité de mouvement pour les photons diffusés. L'énergie et la quantité de mouvement perdues par photon sont transférées aux excitations intrinsèques des matériaux étudiés. Donc le RIXS fournit des informations sur ces excitations. Le processus du RIXS peut également intervenir dans la spectroscopie Raman de résonance ou la spectroscopie d’émission résonante de rayons X, qui se basent sur le même phénomène.
Le RIXS est une technique de résonance, car l'énergie du photon incident est choisie pour qu'il coïncide (et résonne) avec un des seuils d'absorption atomique de rayons X du système. La résonance peut améliorer la section efficace de diffusion inélastique, parfois de plusieurs ordres de grandeur,,
Le RIXS peut être considéré comme un processus en deux étapes. À partir de l'état initial, l'absorption d'un photon incident crée un état excité intermédiaire qui se caractérise par un trou de cœur. À partir de cet état, l'émission d'un photon fait passer dans l'état final. Pour simplifier, le processus d'absorption permet d'obtenir des informations sur les états électroniques non occupés, tandis que l'émission donne des informations sur les états occupés. Dans les expériences RIXS, ces deux informations se combinent, fortement perturbées par le potentiel de trou de cœur dans l'état intermédiaire.
Des études de RIXS peuvent être effectuées en utilisant les rayons X mous et durs.

## Caractéristiques

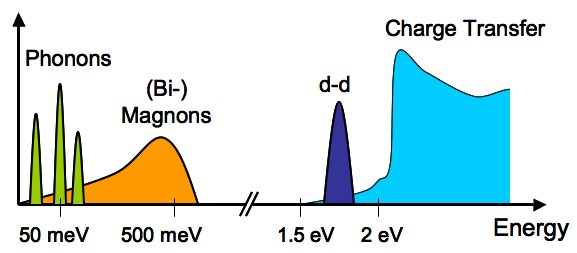
Excitations élémentaires dans le système de la matière condensée qui peuvent être mesurées par le RIXS. Les échelles d'énergie indiquées sont pour les oxydes de métaux de transition.

En comparaison avec les autres techniques de diffusion, le RIXS a beaucoup de caractéristiques uniques. Il couvre un grand espace de phase de la diffusion, il dépend de la polarisation, sonde des  éléments et des orbitales spécifiques. C'est également une technique sensible au bulk et il requiert seulement des petits volumes d'échantillons: 
1. Dans le RIXS, on peut mesurer l'énergie et le changement de quantité de mouvement  pour les photons diffusés. En comparant l'énergie d'un neutron, électron ou de photons avec une longueur d'onde d'un ordre de l'échelle pertinent dans un solide — donné par l'équation de Broglie qui considéré l'espacement de réseau interatomique est de l'ordre de Ångströms—il dérive relativiste énergie-quantité de mouvement relation qu'un photon de rayons X a moins d'énergie qu'un neutron ou des électrons. L'espace de phase de diffusion (l'écart de l'énergie et du moment qui peuvent être transférés dans un événement de diffusion) des rayons X n'est pas égale. En particulier, les rayons X à haute énergie comportent une quantité de mouvement qui est comparable à l'inverse de la constante de réseau des systèmes typiques de la matière condensée. Donc, contrairement à l’expérience de Diffusion Raman avec la lumière visible ou infrarouge, le RIXS peut sonder la dispersion complète des excitations à la basse énergie dans les solides.
2. Le RIXS peut utiliser la polarisation des photons: la nature des excitations créées dans le matériau peut être démêlée par une analyse de polarisation des photons incidents et des photons diffusés, ce qui permet de caractériser la symétrie et la nature des excitations grâce à l'utilisation de différentes règles de sélection.
3. Le RIXS est spécifique à un élément et à une orbitale :  la sensibilité chimique se révèle en réglant sur les seuils d'absorption des différents types d'atomes dans un matériau. Le RIXS peut même différencier le même élément chimique sur les sites avec des liaisons chimiques non-équivalentes, avec différentes valences ou en non-équivalentes de positions cristallographiques. En effet, les seuils d'absorption de rayons X dans ces cas peuvent être distingués. En plus, le type d'information sur les excitations électroniques d'un système qui est en train d'être sondé, peut être modifié par réglage de différents seuils de rayons X (par exemple, K, L ou M) du même élément chimique, où le photon excite les électrons du cœur vers différentes orbitales de valence.
4. Le RIXS est sensible au  bulk: la profondeur de pénétration des photons de rayons X résonants est spécifique au matériau et à la géométrie de diffusion, mais typiquement il est dans l'ordre de quelques micromètres dans le régime de rayons X durs (par exemple, le seuil K des métaux de transition) et dans l'ordre de 0,1 micromètre dans le régime de rayons X mous (par exemple, le seuil L des métaux de transitions ).
5. Le RIXS a besoin seulement d'un petit volume d'échantillon: l'interaction photon-matière est relativement forte par rapport à la force d'interaction neutron-matière. Ceci rend le RIXS  possible sur de très petits volumes d'échantillons, sur des films minces, sur des surfaces et des nano-objets, en plus des échantillons en bulk, en monocristal ou en poudre.

En principe, le RIXS peut sonder une très large classe d'excitations intrinsèques de systèmes d'études, tant que la charge totale des excitations reste neutre. Cette contrainte provient du fait que, dans  le RIXS, les photons diffusés ne peuvent pas ajouter ou supprimer la charge du étude système. Cela implique que, en principe, le RIXS a une section efficace finie pour sonder l'énergie, la quantité de mouvement et la polarisation qui dépendent du type d’excitation du trou d'électron: par exemple, le continuum trou d’électron et excitons dans les bandes des métaux et des semi-conducteurs, transfert de charge et excitations du champ cristallin dans matériaux fortement corrélés, excitations de réseau (phonons), excitations orbitales etc. En plus, les excitations magnétiques sont également symétrie-autorisées dans RIXS, parce que par principe le moment cinétique que les photons transportent peut être transféré au moment de spin d'électron,. Par ailleurs, il a été théoriquement prouvé que le RIXS peut sonder les quasi-particules de Bogoliubov dans les supraconducteurs à haute température.

## Résolution
La résolution de l'énergie et la quantité de mouvement dans le RIXS ne dépend pas du trou au cœur qui est présent dans l'état intermédiaire. En général, la raie spectrale est déterminée par les durées de vie de l'état initial et de l'état final. En spectrométrie d'absorption des rayons X et spectrométrie d'émission non-résonance, la résolution est souvent limitée par la durée de vie du trou au cœur d'état final relativement courte. Comme dans  le RIXS, une haute énergie du trou au cœur est absente dans l'état final, ce qui donne des spectres intrinsèquement nets avec la résolution de l'énergie et de la quantité de mouvement déterminée par l'instrumentation,,,. En même temps, les expériences RIXS conservent les avantages d'une sonde de rayons X, par exemple, être spécifique à un élément.
La spécificité élémentaire dans les expériences provient du réglage de l'énergie de rayons X incidents égale à l'énergie de liaison d'un niveau de cœur d'un élément d'intérêt. L'un des grands défis techniques dans l'expérience RIXS est de sélectionner le monochromateur et l'énergie d'analyseur qui produisent la résolution souhaitée à l'énergie souhaitée. Certains réalisés pour réflexions cristal monochromateur réflexions et réflexions de l'analyseur d'énergie ont été résumés sous la forme de tableau. La résolution énergétique totale provient d'une combinaison du passe-bande de l'incident des rayons X, de la taille du point du faisceau sur l'échantillon, du passe-bande de l'analyseur d'énergie (qui fonctionne avec les photons diffusés par l'échantillon) et du détecteur de la géométrie.
LA diffusion inélastique radiative des rayons X est un processus faible avec une petite section efficace.  Donc les expériences RIXS ont besoin d'une source de rayons X qui présente une brillance très élevée et ils sont effectués seulement avec une source de rayonnement synchrotron. Durant ces dernières années, l'utilisation de la zone sensible des détecteurs a considérablement diminué le temps de comptage nécessaire pour collecter un spectre avec une résolution d'énergie donnée.

## RIXS direct et indirect

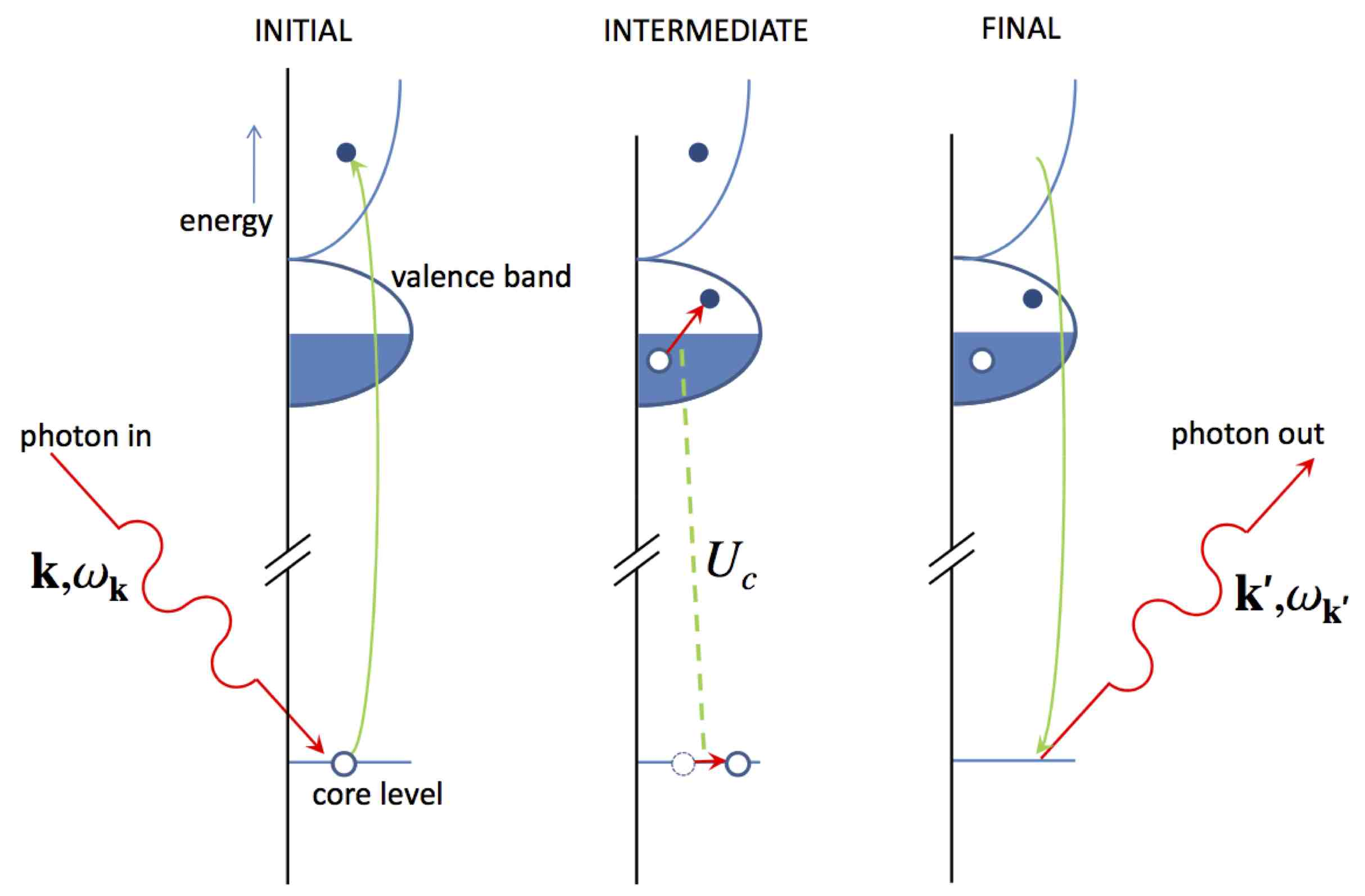
Processus du RIXS indirect. Un électron est excité d'un niveau de cœur vers une couche de valence. Les excitations sont créés par l'interaction de Coulomb Uc entre le trou au cœur (et dans certains cas, l'électron excité) et les électrons de valence.

Les processus de diffusion inélastiques résonant des rayons X  sont classés comme directe ou indirecte. Cette distinction est utile parce que les sections efficaces pour chaque sont tout à fait différentes.  Quand la diffusion directe est autorisée, il sera le canal de diffusion dominant et les processus indirects contribue seulement en ordre supérieur. En revanche, pour beaucoup des expériences, la diffusion directe est interdite, le RIXS s'appuie exclusivement sur les canaux de diffusion indirects.
Dans le processus du RIXS direct, le photon incident favorise un électron de cœur vers un état vide de bande de valence.  Par la suite, un électron d'un état différent se désintègre et annihile le trou au cœur. Le trou dans l'état final peut être soit dans un niveau de cœur avec l'énergie de liaison plus faible que dans l'état intermédiaire ou dans la couche de valence remplie. Certains auteurs réfèrent  cette technique comme la spectroscopie d'émission  résonante de rayons X (RXES). La distinction entre les RIXS, Raman résonante de rayons X et RXES ne sont pas strictes dans la littérature.
Comme un électron a été créé dans une bande de valence vide et un trou dans une couche remplie, le résultat net est un état final avec une excitation du trou d'électron. Si le trou est dans une couche de valence remplie, l'excitation du trou d'électron peut se propager à travers le matériau en emportant l'énergie et de la quantité de mouvement. La conservation de la  quantité de mouvement et de l'énergie exigent que ceux-ci sont égaux à la perte de la quantité de mouvement et l'énergie du photon diffusé.
Pour que le phénomène RIXS direct se produise, les deux transitions photoélectrique (la transition initial du l'état de cœur vers l'état de valence et la transition suivante pour remplir le trou au cœur) doivent être possibles. Ces transitions peuvent être par exemple une transition dipolaire de 1s → 2p suivie par une désexcitation d'un autre électron dans l'état 2p (2p → 1s). Cela se produit au seuil K de l'oxygène, le carbone et le silicium. Une séquence très efficace souvent utilisé dans les métaux de transition 3d est une excitation 1s → 3d suivie d'une désexcitation 2p → 1s.
Le processus du RIXS indirect est un peu plus compliqué. Ici, le photon entrant favorise un électron du cœur vers un état itinérant au-dessus du potentiel chimique électronique. Par la suite l'électron dans le même état désexcitation de nouveau et rempli le trou au cœur. La diffusion des rayons X se fait par le potentiel de trou au cœur qui présent dans l'état intermédiaire. Il ébranle  le système électronique et crée les excitations dans lesquelles le photon de rayons X perd l'énergie et la quantité de mouvement. Le nombre d'électrons dans le sous-système de valence est constante pendant le processus,,.

## Applications
- Supraconducteur à haute température, e.g., cuprates[4],[14],[15],[16],[17],[18],[19]. super-conducteurs à base de Fer[20]
- Semi-conducteur, e.g. Cu2O[21].
- Magnétorésistance colossale Manganites[22].
- Métalloprotéine, e.g., le complexe dégageant de l'oxygène dans Photosystème II[11], myoglobines aqueuse [23]
- Catalyse[24].
- Eau[25],[26],[27], solution aqueuse[28], acide acétique aqueuse[29],  glycine aqueuse[30]
- Haut Pression[31].

## Voir Aussi
- Diffusion inélastique non-résonante de rayons X (en)

## Source
- (en) Cet article est partiellement ou en totalité issu de l’article de Wikipédia en anglais intitulé « Resonant inelastic X-ray scattering » (voir la liste des auteurs).